# Presentation Unit y Access Unit

## Presentation Unit

### Definición
Presentation Unit es el bloque elemental que contiene cada una de las informaciones digitales, todavía sin comprimir, de video, audio o datos en la Capa de Sistema.
En esta capa se realizan las operaciones que conducen a la obtención de los flujos de señal MPEG-2, que consisten en la organización en paquetes, de los datos comprimidos y el posterior multiplexado de todas las señales asociadas al programa.

### Unidades de presentación de vídeo
Para la señal de vídeo digitalizada sin comprimir, se emplea el formato 4:2:2
con cuantificación de 8 bits recogido en CCIR 601-1, cuya “Unidad de Presentación” es una “Imagen o Cuadro” (830 kbytes para sistemas de 625 líneas).
De acuerdo con este estándar, se digitalizan las señales Y (Luminancia), {\displaystyle C_{R}} (Crominancia) y {\displaystyle C_{B}} (Crominancia) (obtenidas a partir de las señales diferencia de color).

### Unidades de presentación de audio
En cuanto al audio, la “Unidad de Presentación” es una “Trama de Audio
AES/EBU”. En este caso, se requieren de 16 a 24 bits por muestra para proveer el rango dinámico y la relación señal/ruido deseados.

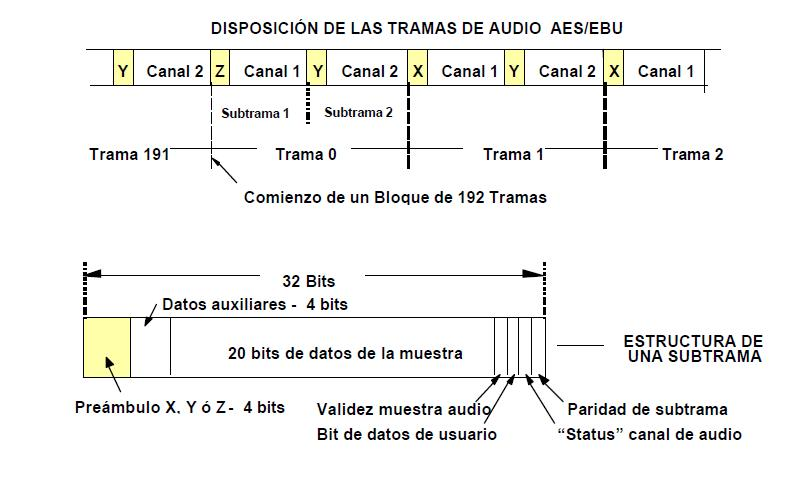
Estructura de la Trama de Audio AES/EBU

## Access Unit

### Definición
Acces Unit es una subestructura lógica de la "corriente elemental" (ES-Elementary Stream) formada por flujos binarios de video y audio comprimidos para facilitar el acceso a la manipulación del flujo de bits. Es la entidad más pequeña de datos que se puede atribuir a los sistemas de sincronización de capa de compresión
En esta capa se realizan las operaciones de decodificación MPEG, recurriendo a los procedimientos generales de compresión de datos, y aprovechando además, para las imágenes, su redundancia espacial (áreas uniformes) y temporal (imágenes sucesivas), la correlación entre puntos cercanos y la menor sensibilidad del ojo a los detalles finos de las imágenes fijas.

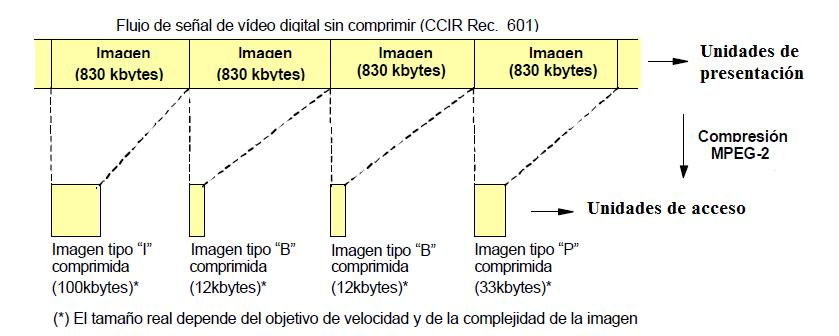
Compresión MPEG-2 de la señal de vídeo digital

Ya en la Capa de Sistema se encuentran los “Empaquetadores P.E.S.”, que constituyen el siguiente paso en la generación tanto del múltiplex de programa como del múltiplex de transporte MPEG-2. 
Se trata de convertir cada “Elementary Stream (E.S.)” compuesto exclusivamente por “Access Units”, en un “Packetised Elementary Stream (P.E.S.)”. Un P.E.S. está compuesto íntegramente por “PES-Packets”, como se muestra en la figura:

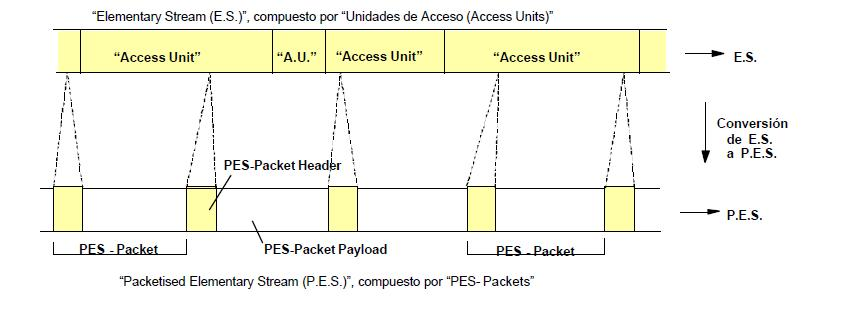
Conversión de un E.S. en un P.E.S.

### Unidades de Acceso de vídeo
En el caso de la señal de vídeo, las “Unidades de Acceso” comprimidas, como hemos comprobado, son de 3 tipos, correspondiendo a otros tantos tipos de imágenes MPEG: 
- Imágenes tipo I (Intra): Se codifican sin ninguna referencia a otras imágenes, es decir: contienen todos los elementos necesarios para su reconstrucción.
- Imágenes tipo P (Previstas): Se codifican con respecto a la imagen de tipo I o de otra P anterior, gracias a las técnicas de predicción con compensación de movimiento. Su tasa de compresión es claramente mayor que la de las imágenes I.
- Imágenes tipo B (Bidireccionales): Se codifican por interpolación entre las dos imágenes de tipo I o P precedente y siguiente que las enmarcan. Ofrecen la tasa de compresión más alta.

El resultado de la codificación MPEG de una secuencia de vídeo, es una sucesión de
“Unidades de Acceso de Vídeo”. Dicha sucesión de unidades de acceso constituye el
denominado “Vídeo Elementary Stream (Vídeo E.S.)”.

### Unidades de Acceso de audio
En el caso de la señal de audio, las “Unidades de Acceso” típicamente contienen unas
pocas decenas de milisegundos de audio comprimido.
Paralelamente, el resultado de la codificación MPEG para el audio es una sucesión de
“Unidades de Acceso de Audio” que componen el denominado “Audio Elementary Stream
(Audio E.S.)”.